# Dontrelle Willis
Pour les articles homonymes, voir Willis.
Dontrelle Wayne Willis (né le 12 janvier 1982 à Oakland, Californie, États-Unis) est un lanceur gaucher de baseball ayant joué dans les Ligues majeures de 2003 à 2011. Désigné meilleure recrue de la Ligue nationale en 2003, il compte deux participations au Match des étoiles du baseball majeur.

## Carrière

### Marlins de la Floride
En 2003, Dontrelle Willis a fait le saut de la classe AA, dans les ligues mineures, aux ligues majeures. Avec une fiche victoires-défaites de 14–6 et une moyenne de points mérités de 3,30 en 27 départs à sa première saison chez les Marlins de la Floride, il est élu recrue par excellence de la Nationale en 2003. Cette année-là, il remporte la Série mondiale avec son équipe.
En 2003 et 2005, il participe au match des étoiles. En 2005, il domine les lanceurs de la Nationale pour les victoires, avec 22, contre seulement 6 défaites. Il présente également cette saison-là une excellente moyenne de points mérités de 2,63, n'étant devancé que par Chris Carpenter au scrutin pour le trophée Cy Young, remis au meilleur lanceur de la ligue.

### Tigers de Détroit
En décembre 2007, Willis et Miguel Cabrera sont échangés des Marlins aux Tigers de Detroit. Le gaucher éprouve des difficultés à son arrivée dans la Ligue américaine. Il est notamment retiré de la rotation de lanceurs partants et relégué temporairement à l'enclos de relève, et subi une blessure au genou gauche. Après avoir éprouvé de sérieux problèmes de contrôle, il est cédé à un club école au niveau A. Comptant déjà un nombre important d'années de service dans les majeures, Willis devait consentir à être relégué à cette équipe des ligues mineures, et accepta la décision, admettant qu'il devait travailler sur son contrôle au monticule.
En mars 2009, il est placé sur la liste des joueurs blessés pour 15 jours, après que des tests eurent révélés qu'il souffrait de troubles anxieux affectant ses performances. Il n'a repris sa place dans l'équipe qu'en mai.

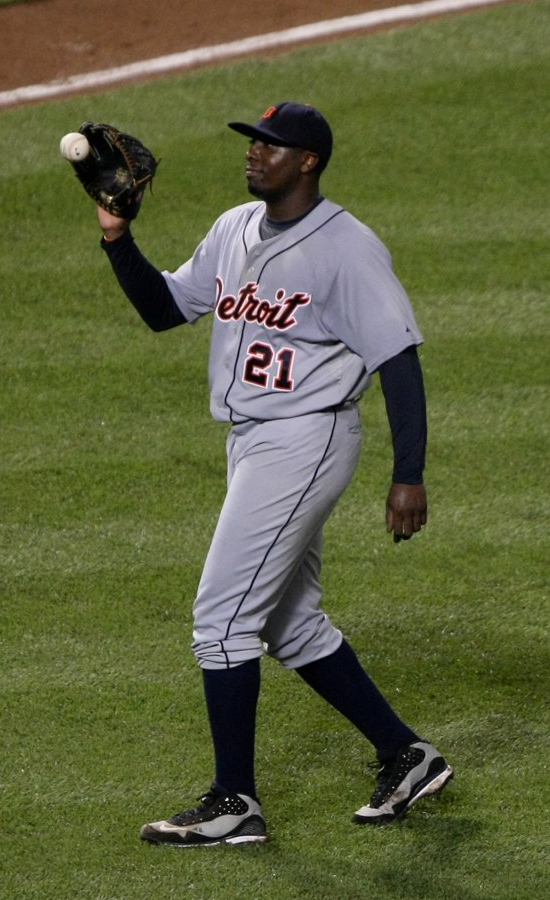
Willis avec les Tigers.

### Diamondbacks de l'Arizona
Il est transféré chez les Diamondbacks de l'Arizona le 1er juin 2010. 
Il termine la saison 2010 avec une moyenne de 5,62 en quinze parties et 65, 2 manches lancées avec Detroit et Arizona.

### Reds de Cincinnati
Le 22 novembre 2010, Dontrelle Willis signe un contrat des ligues mineures avec les Reds de Cincinnati.
Il connaît une saison 2011 difficile avec une moyenne de points mérités de 5,00 en 75 manches et deux tiers lancées. Il effectue 13 départs et ne remporte qu'une seule victoire contre six défaites.
Le 15 décembre 2011, Willis signe un contrat d'un an avec les Phillies de Philadelphie mais, inefficace en relève durant le camp d'entraînement, il est libéré par le club le 16 mars 2012. Le 21 mars 2012, il signe chez les Orioles de Baltimore. Il ne lance que 4 parties pour Norfolk, le club-école des Orioles dans la Ligue internationale, sans grand succès. Le 2 juillet, les Orioles annoncent que Willis a décidé de prendre sa retraite.
Dontrelle Willis a joué 205 parties dans le baseball majeur, 202 d'entre elles comme lanceur partant. Gagnant de 72 victoires contre 69 défaites, il compte 15 matchs complets dont 8 blanchissages. Sa moyenne de points mérités se chiffre à 4,17 en 1221 manches et deux tiers lancées et il compte 896 retraits sur des prises.

### Tentatives de retour au jeu
Six mois après l'annonce de sa retraite, Willis revient sur sa décision et tente un retour au jeu. Il signe un contrat des ligues mineures avec les Cubs de Chicago en janvier 2013. Ses efforts sont toutefois rapidement anéantis : à sa première partie pré-saison en février, Willis n'effectue que 7 lancers avant de ressentir des maux d'épaule qui le forcent à quitter la rencontre. Le mois suivant, les Cubs le libèrent de son contrat sans qu'il n'ait effectué une autre apparition au monticule à l'entraînement. Willis joue une bonne partie de la saison 2013 dans le baseball indépendant avec les Ducks de Long Island de l'Atlantic League. En août, il signe un contrat des ligues mineures avec les Angels de Los Angeles. Il fait un nouvel essai au camp d'entraînement 2014 avec les Giants de San Francisco puis au camp des Brewers de Milwaukee en mars 2015 mais, à 33 ans, il éprouve encore trop de maux physiques et décide de définitivement mettre un terme à sa carrière sportive.